# Dryopteris pseudocommixta
Dryopteris pseudocommixta är en träjonväxtart som beskrevs av Kurata. Dryopteris pseudocommixta ingår i släktet Dryopteris och familjen Dryopteridaceae. Inga underarter finns listade.